# Коттак, Джеймс
Джеймс Коттак (англ. James Kottak; 26 декабря 1962, Луисвилл, Кентукки — 9 января 2024) — американский музыкант, известный как ударник групп Scorpions и Kingdom Come, а также как гитарист и вокалист группы Kottak.
Коттак играл со многими исполнителями, его первые записи были сделаны в середине 1980-х. В 1988—1989 годах как барабанщик принял участие в записи двух альбомов группы «Kingdom Come». В 1990 году записал альбом с Майклом Ли Фиркинсом. Также Коттак принимал участие в выступлениях и записях альбомов «L.A. Blues Authority», «Michael Schenker Group», «Cage», «Black Sheep».
В 1996 году Коттак стал членом группы «Scorpions», после того как ударник Герман Раребелл её покинул. В составе «Скорпионс» принял участие в записи шести альбомов.
В 2008 году ударник успешно выступил в Бразилии.
27 мая 2011 года выпущен альбом группы Kottak «ATTACK», одноимённое название носит сольная часть выступления Джеймса на концертах Scorpions.
Бывшая жена Афина Ли — сестра известного американского музыканта Томми Ли.
3 апреля 2014 года Джеймс Коттак был арестован в аэропорту Дубая за хулиганское поведение вследствие чрезмерно выпитого спиртного. На него был наложен штраф в размере двух тысяч дирхамов, а также тюремный срок на месяц. После отбытия тюремного срока Коттак был депортирован из ОАЭ.
В сентябре 2016 года покинул «Scorpions» из-за проблем со здоровьем.
Умер 9 января 2024 года в Луисвилле, Кентукки, в возрасте 61 года.